# Edmond Audran
Edmond Audran (Lione, 11 aprile 1842 – Tierceville, 17 agosto 1901) è stato un compositore francese.
Audran è stato uno dei maggiori prosecutori di Jacques Offenbach nel genere dell'opera buffa e dell'operetta. Tra le sue numerose opere, il più grande successo è stato La Mascotte.

## Biografia
Suo padre, Marius Audran (1816-1887) era tenore all'Opéra-Comique. Edmond Audran fu allievo di Jules Duprato alla scuola di musica Niedermeyer, dove nel 1859 vinse il premio per la composizione. Nel 1861, la sua famiglia si trasferì a Marsiglia dove il padre, insegnante di canto, divenne direttore del Conservatorio. Audran accettò il posto di organista presso la chiesa di Saint-Joseph e lo mantenne fino al 1877.
Le sue prime composizioni hanno carattere religioso: una messa sarà eseguita nel 1873 anche a Parigi, nella chiesa di Saint-Eustache. Scrive anche una messa per il funerale del compositore Giacomo Meyerbeer che ebbe un certo successo, vari altri pezzi sacri tra cui un oratorio, La Sulamita (Marsiglia, 1876), così come le canzoni in dialetto della Provenza e molti pezzi brevi. Tuttavia, Audran è noto quasi esclusivamente come compositore di opere comiche ed operette.
La sua prima incursione nel genere di "musica leggera" si svolge nel 1862 con L'Orso e il Pascià, su un vaudeville di Eugène Scribe. Poi lo Spirito ricercatore (1864), un'opera buffa, prodotta a Marsiglia. Ma il suo primo successo parigino sarà Le nozze di Olivette (1879). Questa operetta è tenuta per più di un anno allo Royal Strand Theatre di Londra (1880-1881) sotto il titolo Olivette e la traduzione inglese di Henry Brougham Farnie, cui dobbiamo l'adattamento delle opere di Offenbach, Hervé, Lecocq e Planquette, raggiungendo 466 recite.
Le opere di Audran - alcune delle quali furono scritte in collaborazione con altri autori - sono state molto popolari in Francia e in Inghilterra, e molte di esse sono state adattate in inglese.
Tra queste ricordiamo:
- Le Grand Mogol – Marsiglia, 1876; Parigi, 1884; Londra, 1884;
- Gillette de Narbonne – Parigi, 1882; Londra, 1883;
- Serment d'amour (opéra-comique), con Maurice Ordonneau (1886);
- La Cigale et la Fourmi (La cicala e la formica) – Parigi, 1886; Londra, 1890;
- Miss Helyett – Théâtre des Bouffes-Parisiens di Parigi, 1890 (oltre 500 recite); Londra, 1891;
- "La Poupée" (opéra comique), con Maurice Ordonneau da Ernst Theodor Amadeus Hoffmann – Parigi, 1896; Londra, 1897.

Al Teatro Reinach di Parma Kichibio ovvero Gillette de Narbonne va in scena il 30 marzo 1896, Miss Helyett il 26 aprile 1898, La Cicala e la Formica nel 1906 e La poupée nel 1910.
Le Grand Mogol va in scena dal 31 dicembre 1948 al Grand Théâtre di Ginevra.
Ma l'opera più nota è sicuramente La Mascotte, con il suo famoso "duetto dei tacchini", rappresentata:
- nel 1880 al Théâtre des Bouffes-Parisiens di Parigi,
- nel 1881 a Londra e New York,
- nel 1882 a Genova con il titolo La mascotta,
- nel 1885 al Teatro Reinach di Parma con il titolo Lorenzo XIV, la mascotte,
- nel 1888 a Manaus,
- nel 1897 al Teatro Costanzi di Roma,
- nel 1943 al Grand Théâtre di Ginevra.

## Le grandi opere
- Il ricercatore della mente (1864)
- Il Gran Mogol (1877)
- Le nozze di Olivette (1879)
- La Mascotte (1880)
- Gillette de Narbonne (Kichibio ovvero Gillette de Narbonne) (1882)
- Le mele d'oro (1883)
- Il dormente svegliato (1883)
- Pegno d'amore (1886)
- La cavalletta e la formica (1886)
- La sposa di messaggi verdi (1887)
- Il parlare bene (1888)
- Piccola Fronda (1888)
- La ragazza  in la sella (1889)
- L'uovo rosso (1890)
- La signorina Helyett (1890)
- Il zio Célestin (1891)
- L'articolo di Parigi (1892)
- Freya il Santo (1892)
- La signora Suzette (1893)
- Mio Principe (1893)
- Il ratto di Toledad (1894)
- Duchessa di Ferrara (1895)
- La bambola (1896)
- Il signor Lohengrin (1896)
- Le Piccole Donne (1897)
- Suore Gaudichard (1898)

## Fonti
Questo articolo è essenzialmente una traduzione della versione in lingua inglese di Wikipedia, che contiene il testo del Encyclopædia Britannica, undicesima edizione, una pubblicazione ora in public domain.
R. Traubner, Operetta: una storia teatrale , New York 1983.